# Whittleia undulella
Whittleia undulella är en fjärilsart som beskrevs av Fischer von Röslerstamm 1824/44. Whittleia undulella ingår i släktet Whittleia och familjen säckspinnare. Inga underarter finns listade i Catalogue of Life.